# Tweede divisie 1959/60
Het seizoen 1959/60 was het vierde seizoen in het bestaan van de Nederlandse Tweede divisie. De voetbalcompetitie, georganiseerd door de Koninklijke Nederlandse Voetbalbond (KNVB), was het derde en laagste niveau binnen het Nederlandse betaald voetbal.

## Opzet
De Tweede divisie was net als in het voorgaande seizoen geografisch opgedeeld in twee afdelingen; de Tweede divisie A die voornamelijk ploegen uit het westen en zuiden van Nederland bevatte en de Tweede divisie B waarin ploegen uit het noorden en oosten speelden. In vergelijking met het voorgaande seizoen waren DOSKO uit Bergen op Zoom en Oosterparkers uit Groningen op eigen initiatief teruggezet naar het amateurvoetbal. Door een versterkte promotieregeling waren vier ploegen naar de Eerste divisie overgegaan, terwijl er twee waren gedegradeerd. In totaal speelden er 25 ploegen in de Tweede divisie, vier minder dan in seizoen 1958/59. Degradant Roda Sport was de eerste Limburgse ploeg die uitkwam in de Tweede divisie. De andere degradant was Haarlem.
De 25 ploegen moesten na afloop van dit seizoen verder worden ingekrompen tot 18, waarmee met ingang van seizoen 1960/61 één afdeling zou worden gevormd. Vijf ploegen mochten na afloop van dit seizoen promoveren: behalve de beide kampioenen ook de nummers 2 en de beste nummer 3. De laatste drie ploegen in beide rangschikkingen moesten met Velocitas en ONA, die in seizoen 1958/59 als voorlaatst waren geëindigd, in een beslissingscompetitie uitmaken welke vier ploegen zouden degraderen naar de amateurs.

## Tweede divisie A

### Deelnemende teams
In de Tweede divisie A speelden ploegen uit ruwweg het westen en zuiden van Nederland. SV Zeist en Velox uit de provincie Utrecht en FC Hilversum uit het Gooi waren overgeplaatst naar de Tweede divisie B. N.E.C. uit Nijmegen, vorig seizoen nog in B, kwam daarentegen dit jaar uit in A.
Het Haarlemse EDO werd op de voorlaatste dag kampioen en promoveerde. EBOH en Roda Sport eindigden beide op 28 punten. De beslissingswedstrijd om promotie werd met 2-1 gewonnen door EBOH. Roda Sport moest met de nummer 3 uit de Tweede divisie B twee wedstrijden spelen om promotie. De onderste drie ploegen in de eindrangschikking; UVS, Baronie en Xerxes, dienden in een beslissingscompetitie lijfsbehoud in het betaald voetbal af te dwingen.
UVS had twee punten in mindering gekregen wegens een gestaakte wedstrijd tegen Xerxes.
| Club       | Plaats           | Accommodatie     | Capaciteit | Trainer                        |
| ---------- | ---------------- | ---------------- | ---------- | ------------------------------ |
| Baronie    | Breda            | Fatimastraat     | 8.600      | Jan Remmers                    |
| EBOH       | Dordrecht        | Zuidendijk       | 8.500      | Hugo van der Moer              |
| EDO        | Haarlem          | Noordersportpark | 10.000     | Piet van Houwelingen           |
| Haarlem    | Haarlem          | Jan Gijzenkade   | 13.000     | János Kovács                   |
| LONGA      | Tilburg          | Aan de spoorbrug | 15.000     | Frans de Kok                   |
| N.E.C.     | Nijmegen         | Goffertstadion   | 29.000     | Wim Groenendijk                |
| ONA        | Gouda            | Walvisstraat     | 4.000      | Eef Ruisch Hans Alleman (a.i.) |
| Roda Sport | Kerkrade         | Jonkerbergstraat | 10.000     | Jung Schlangen                 |
| UVS        | Leiden           | Wassenaarseweg   | 9.700      | Piet Kantebeen                 |
| De Valk    | Valkenswaard     | Leenderweg       | 900        | Sam Wadsworth                  |
| Wilhelmina | 's-Hertogenbosch | De Wolfsdonken   | 6.000      | Piet van der Sluijs            |
| Xerxes     | Rotterdam        | Xerxesweg        | 10.000     | Toon van den Enden             |

### Eindstand
| pos | club        | gs | w  | g  | v  | pnt | PA | dv | dt | ds  |
| --- | ----------- | -- | -- | -- | -- | --- | -- | -- | -- | --- |
| 1.  | EDO         | 22 | 14 | 3  | 5  | 31  |    | 38 | 38 | 0   |
| 2.  | EBOH¹       | 22 | 11 | 6  | 5  | 28  |    | 40 | 30 | 10  |
| 3.  | Roda Sport¹ | 22 | 11 | 6  | 5  | 28  |    | 43 | 22 | 21  |
| 4.  | Haarlem     | 22 | 10 | 6  | 6  | 26  |    | 45 | 33 | 12  |
| 5.  | De Valk     | 22 | 10 | 2  | 10 | 22  |    | 36 | 40 | -4  |
| 6.  | Wilhelmina  | 22 | 9  | 3  | 10 | 21  |    | 37 | 29 | 8   |
| 7.  | LONGA       | 22 | 5  | 10 | 7  | 20  |    | 43 | 42 | 1   |
| 8.  | N.E.C.      | 22 | 9  | 2  | 11 | 20  |    | 33 | 35 | -2  |
| 9.  | ONA         | 22 | 8  | 2  | 12 | 18  |    | 35 | 52 | -17 |
| 10. | UVS         | 22 | 6  | 7  | 9  | 17  | -2 | 36 | 40 | -4  |
| 11. | Baronie     | 22 | 6  | 5  | 11 | 17  |    | 33 | 44 | -11 |
| 12. | Xerxes      | 22 | 5  | 4  | 13 | 14  |    | 26 | 39 | -13 |

UVS twee punten in mindering als straf voor het staken van UVS-Xerxes.

Omdat alleen de punten van belang waren, eindigden EBOH en Roda Sport op de gedeelde tweede plaats. Die plaats gaf recht op promotie naar de Eerste divisie, dus speelden zij een beslissingswedstrijd.

##### Beslissingswedstrijd
¹ Om rechtstreekse promotie naar de Eerste divisie speelden EBOH en Roda Sport (beide 28 punten behaald) een play-off wedstrijd. De wedstrijd die gespeeld werd in het De Vliert eindigde in 2–1 in het voordeel van de Dordtenaren.
| Datum + plaats                                                                             | Wedstrijd         | Uitslag                   | Scoreverloop                                                          |
| ------------------------------------------------------------------------------------------ | ----------------- | ------------------------- | --------------------------------------------------------------------- |
| 18 april 1960, 's-Hertogenbosch, De Vliert 7.000 toeschouwers Scheidsrechter: Jaap Verkerk | EBOH – Roda Sport | 2 – 1 (1 – 1, 0 – 1) n.v. | 3' Boeb Becholtz 0–1, 54' Leen de Visser 1–1, 114' Leen de Visser 2–1 |

### Legenda
| Kleur | Kwalificatie voor                                                                |
| ----- | -------------------------------------------------------------------------------- |
|       | Promotie naar de Eerste divisie                                                  |
|       | Nacompetitie voor promotie naar de Eerste divisie                                |
|       | Nacompetitie tegen degradatie naar de Amateurs                                   |
|       | Nacompetitie tegen degradatie naar de Amateurs, vanwege klassering vorig seizoen |

### Uitslagen
|            | BAR   | EBO   | EDO   | HAA   | LON   | NEC   | ONA   | RSP   | UVS   | VAL   | WLM   | XER   |
| ---------- | ----- | ----- | ----- | ----- | ----- | ----- | ----- | ----- | ----- | ----- | ----- | ----- |
| Baronie    |       | 0 – 2 | 2 – 4 | 1 – 6 | 1 – 1 | 4 – 0 | 0 – 2 | 2 – 1 | 1 – 0 | 2 – 4 | 2 – 2 | 1 – 1 |
| EBOH       | 0 – 1 |       | 4 – 2 | 1 – 1 | 4 – 4 | 1 – 0 | 4 – 1 | 1 – 1 | 2 – 2 | 3 – 2 | 2 – 0 | 3 – 2 |
| EDO        | 2 – 1 | 0 – 0 |       | 1 – 1 | 1 – 0 | 2 – 1 | 1 – 0 | 1 – 0 | 2 – 1 | 4 – 3 | 3 – 1 | 2 – 0 |
| Haarlem    | 2 – 1 | 1 – 2 | 5 – 1 |       | 2 – 2 | 0 – 2 | 5 – 1 | 1 – 0 | 3 – 3 | 2 – 3 | 1 – 0 | 1 – 0 |
| LONGA      | 3 – 3 | 3 – 1 | 1 – 2 | 2 – 5 |       | 3 – 1 | 5 – 0 | 0 – 0 | 2 – 2 | 3 – 4 | 4 – 2 | 1 – 1 |
| N.E.C.     | 2 – 0 | 5 – 0 | 0 – 2 | 3 – 1 | 2 – 2 |       | 1 – 2 | 2 – 1 | 1 – 3 | 0 – 1 | 1 – 1 | 4 – 2 |
| ONA        | 1 – 2 | 2 – 1 | 1 – 2 | 3 – 1 | 2 – 1 | 1 – 2 |       | 2 – 2 | 3 – 2 | 3 – 1 | 4 – 2 | 2 – 2 |
| Roda Sport | 3 – 2 | 0 – 0 | 7 – 1 | 2 – 2 | 5 – 2 | 1 – 0 | 7 – 0 |       | 3 – 1 | 2 – 1 | 1 – 0 | 3 – 1 |
| UVS        | 2 – 2 | 2 – 4 | 5 – 1 | 1 – 1 | 2 – 2 | 1 – 0 | 3 – 1 | 1 – 2 |       | 2 – 0 | 0 – 4 | 1 – 1 |
| De Valk    | 2 – 1 | 0 – 2 | 2 – 2 | 1 – 3 | 1 – 0 | 1 – 3 | 2 – 1 | 0 – 0 | 2 – 0 |       | 2 – 1 | 1 – 2 |
| Wilhelmina | 1 – 2 | 1 – 0 | 3 – 1 | 3 – 0 | 1 – 1 | 5 – 0 | 3 – 2 | 1 – 0 | 0 – 1 | 3 – 1 |       | 3 – 0 |
| Xerxes     | 4 – 2 | 0 – 3 | 0 – 1 | 0 – 1 | 0 – 1 | 1 – 3 | 3 – 1 | 1 – 2 | 3 – 1 | 1 – 2 | 1 – 0 |       |

- UVS-Xerxes 8 minuten voor tijd gestaakt op 11 oktober 1959. Restant uitgespeeld te Rotterdam op 17 maart 1960.

### Topscorers
| #  | Naam               | Club       | Goal |
| -- | ------------------ | ---------- | ---- |
| 1. | Jaap Duivenvoorden | EDO        | 17   |
| 2. | Jan Meijer         | LONGA      | 16   |
| 3. | Jaap Dorenbos      | Haarlem    | 15   |
| 3. | Jan Nijman         | ONA        | 15   |
| 5. | Leen de Visser     | EBOH       | 14   |
| 6. | Theo Borsten       | Wilhelmina | 12   |
| 7. | Michel Esser       | Roda Sport | 10   |
| 8. | Peet Geel          | Xerxes     | 9    |
| 9. | Boeb Becholtz      | Roda Sport | 8    |
| 9. | Hennie Bekkering   | UVS        | 8    |
| 9. | Adrie van den Berg | ONA        | 8    |
| 9. | Harry Broeders     | EBOH       | 8    |
| 9. | Kees Groeneveld    | Baronie    | 8    |

## Tweede divisie B

### Deelnemende teams
Be Quick werd dit jaar kampioen in de Tweede divisie B, waarmee het tevens promotie wist af te dwingen. Om de tweede plaats, die ook recht gaf op promotie, moest een beslissingswedstrijd tussen Enschedese Boys en sc Heerenveen uitsluitsel brengen. De Enschedeërs wonnen deze strijd met 2-0. Heerenveen moest het daardoor in promotiewedstrijden opnemen tegen de nummer drie van de Tweede divisie A.
Op de onderste drie plaatsen eindigden Rheden, Zwolsche Boys en Zwartemeer. Zij dienden daarom in een beslissingscompetitie uit te maken welke ploegen een gedwongen terugkeer naar de amateurs moesten maken. Velocitas diende te promoveren om de plaatsing voor de beslissingscompetitie op basis van het resultaat in het voorgaande seizoen ongedaan te maken, maar slaagde daar met een vijfde plaats niet in.
| Club            | Plaats       | Accommodatie           | Capaciteit | Trainer          |
| --------------- | ------------ | ---------------------- | ---------- | ---------------- |
| Be Quick        | Groningen    | Esserberg              | 18.000     | Arie de Vroet    |
| Enschedese Boys | Enschede     | Heekpark               | 25.000     | József Veréb     |
| Heerenveen      | Heerenveen   | Gemeentelijk Sportpark | 12.000     | Siem Plooijer    |
| Hilversum       | Hilversum    | Gemeentelijk Sportpark | 16.000     | Evert Teunissen  |
| Oldenzaal       | Oldenzaal    | Het Heuveltje          | 6.000      | Wim de Bois      |
| PEC             | Zwolle       | Gemeentelijk Sportpark | 15.000     | Jan de Roos      |
| Rheden          | Rheden       | Thomassen-terrein      | 8.500      | Jo Jansen        |
| Tubantia        | Hengelo      | Veldwijk               | 30.000     | Piet Huisken     |
| Velocitas       | Groningen    | Stadspark              | 10.000     | Schelto Groenier |
| Velox           | Utrecht      | Koningsweg             | 6.750      | Daan van Beek    |
| Zeist           | Zeist        | De Koeburg             | 600        | Henk Smit        |
| Zwartemeer      | Klazienaveen | Mr. Ovingstraat        | 8.000      | Joep Brandes     |
| Zwolsche Boys   | Zwolle       | Gemeentelijk Sportpark | 15.000     | Bert Jansen      |

### Eindstand
| pos | club             | gs | w  | g  | v  | pnt | dv | dt | ds  |
| --- | ---------------- | -- | -- | -- | -- | --- | -- | -- | --- |
| 1.  | Be Quick         | 24 | 12 | 7  | 5  | 31  | 40 | 29 | 11  |
| 2.  | Enschedese Boys¹ | 24 | 10 | 8  | 6  | 28  | 44 | 32 | 12  |
| 3.  | Heerenveen¹      | 24 | 12 | 4  | 8  | 28  | 48 | 29 | 19  |
| 4.  | Velox            | 24 | 11 | 5  | 8  | 27  | 41 | 41 | 0   |
| 5.  | Velocitas        | 24 | 10 | 4  | 10 | 24  | 46 | 35 | 11  |
| 6.  | PEC              | 24 | 10 | 4  | 10 | 24  | 35 | 44 | -9  |
| 7.  | Tubantia         | 24 | 8  | 7  | 9  | 23  | 42 | 42 | 0   |
| 8.  | Zeist            | 24 | 8  | 7  | 9  | 23  | 32 | 45 | -13 |
| 9.  | Hilversum        | 24 | 6  | 10 | 8  | 22  | 26 | 33 | -7  |
| 10. | Oldenzaal        | 24 | 7  | 8  | 9  | 22  | 34 | 44 | -10 |
| 11. | Rheden           | 24 | 6  | 9  | 9  | 21  | 31 | 34 | -3  |
| 12. | Zwolsche Boys    | 24 | 7  | 6  | 11 | 20  | 37 | 42 | -5  |
| 13. | Zwartemeer       | 24 | 7  | 5  | 12 | 19  | 40 | 46 | -6  |

Omdat alleen de punten van belang waren, eindigden Enschedese Boys en Heerenveen op de gedeelde tweede plaats. Die plaats gaf recht op promotie naar de Eerste divisie, dus speelden zij een beslissingswedstrijd.

##### Beslissingswedstrijd
¹ Om rechtstreekse promotie naar de Eerste divisie speelden Enschedese Boys en Heerenveen (beide 28 punten behaald) een play-off wedstrijd. De wedstrijd die gespeeld werd in het Go Ahead-terrein aan de Vetkampstraat eindigde in 2-0 in het voordeel van de Tukkers.
| Datum + plaats                                                                               | Wedstrijd                    | Uitslag       | Scoreverloop                                        |
| -------------------------------------------------------------------------------------------- | ---------------------------- | ------------- | --------------------------------------------------- |
| 10 april 1960, Deventer, Vetkampstraat 13.000 toeschouwers Scheidsrechter: Henk van der Veer | Enschedese Boys – Heerenveen | 2 – 0 (2 – 0) | 8' Henk Leusink 1–0, 23' Bennie van Stuivenberg 2-0 |

### Legenda
| Kleur | Kwalificatie voor                                                                |
| ----- | -------------------------------------------------------------------------------- |
|       | Promotie naar de Eerste divisie                                                  |
|       | Nacompetitie voor promotie naar de Eerste divisie                                |
|       | Nacompetitie tegen degradatie naar de Amateurs                                   |
|       | Nacompetitie tegen degradatie naar de Amateurs, vanwege klassering vorig seizoen |

### Uitslagen
|                 | BQU   | ENB   | HEE   | HIL   | OLD   | PEC   | RHE   | TUB   | VEL   | VLX   | ZEI   | ZWA   | ZBO   |
| --------------- | ----- | ----- | ----- | ----- | ----- | ----- | ----- | ----- | ----- | ----- | ----- | ----- | ----- |
| Be Quick        |       | 1 – 1 | 2 – 0 | 2 – 3 | 1 – 0 | 4 – 1 | 1 – 1 | 1 – 1 | 2 – 0 | 1 – 2 | 0 – 0 | 2 – 0 | 2 – 1 |
| Enschedese Boys | 4 – 1 |       | 6 – 1 | 1 – 1 | 0 – 0 | 1 – 2 | 1 – 1 | 1 – 2 | 4 – 2 | 1 – 0 | 1 – 0 | 4 – 2 | 0 – 0 |
| Heerenveen      | 6 – 0 | 1 – 0 |       | 0 – 1 | 4 – 0 | 3 – 0 | 2 – 0 | 3 – 0 | 3 – 2 | 4 – 1 | 1 – 1 | 4 – 1 | 8 – 4 |
| Hilversum       | 0 – 0 | 0 – 1 | 1 – 1 |       | 0 – 0 | 3 – 0 | 1 – 1 | 1 – 1 | 1 – 0 | 0 – 2 | 1 – 1 | 3 – 1 | 3 – 1 |
| Oldenzaal       | 1 – 4 | 3 – 3 | 1 – 1 | 4 – 1 |       | 2 – 1 | 5 – 3 | 3 – 1 | 0 – 1 | 1 – 1 | 3 – 0 | 1 – 1 | 0 – 2 |
| PEC             | 0 – 1 | 2 – 2 | 1 – 0 | 1 – 0 | 4 – 0 |       | 1 – 0 | 5 – 2 | 0 – 5 | 1 – 2 | 4 – 1 | 2 – 1 | 1 – 1 |
| Rheden          | 2 – 1 | 2 – 1 | 1 – 0 | 0 – 0 | 1 – 1 | 6 – 1 |       | 2 – 1 | 1 – 1 | 2 – 1 | 1 – 2 | 1 – 2 | 1 – 1 |
| Tubantia        | 0 – 0 | 1 – 2 | 0 – 1 | 6 – 2 | 5 – 1 | 2 – 2 | 2 – 1 |       | 1 – 1 | 2 – 2 | 3 – 1 | 1 – 1 | 3 – 2 |
| Velocitas       | 0 – 1 | 3 – 2 | 0 – 1 | 4 – 1 | 2 – 1 | 1 – 2 | 3 – 0 | 0 – 1 |       | 3 – 1 | 7 – 1 | 2 – 1 | 2 – 1 |
| Velox           | 1 – 3 | 1 – 3 | 2 – 2 | 1 – 1 | 5 – 1 | 2 – 1 | 0 – 0 | 4 – 2 | 4 – 2 |       | 1 – 4 | 1 – 0 | 1 – 0 |
| Zeist           | 2 – 5 | 2 – 0 | 1 – 0 | 2 – 1 | 0 – 2 | 2 – 2 | 2 – 2 | 2 – 1 | 1 – 1 | 1 – 3 |       | 2 – 1 | 0 – 0 |
| Zwartemeer      | 2 – 2 | 2 – 3 | 3 – 2 | 1 – 1 | 3 – 3 | 3 – 0 | 2 – 1 | 1 – 2 | 2 – 1 | 1 – 2 | 2 – 4 |       | 3 – 0 |
| Zwolsche Boys   | 1 – 3 | 2 – 2 | 1 – 0 | 2 – 0 | 0 – 1 | 0 – 1 | 2 – 1 | 3 – 2 | 3 – 3 | 5 – 1 | 3 – 0 | 2 – 4 |       |

### Topscorers
| #  | Naam               | Club          | Goal |
| -- | ------------------ | ------------- | ---- |
| 1. | Sikke Venema       | Heerenveen    | 19   |
| 2. | Tonny Roosken      | Zwartemeer    | 15   |
| 3. | Wim Bisschop       | Zwolsche Boys | 14   |
| 3. | Gerrit Kuiper      | Oldenzaal     | 14   |
| 5. | Evert Drommel      | Velocitas     | 13   |
| 6. | Leo Koopman        | PEC           | 12   |
| 6. | Dirk Roelfsema     | Be Quick      | 12   |
| 6. | Gijs van Wieringen | Zeist         | 12   |
| 9. | Wim Adelaar        | Velox         | 11   |
| 9. | Jaap van der Horst | Velox         | 11   |
| 9. | Wim Perik          | Tubantia      | 11   |

## Promotiewedstrijd (nummers drie)
De beide nummers drie uit de competities; Roda Sport en Heerenveen, moesten in een dubbele ontmoeting uitmaken wie de vijfde en laatste promovendus zou worden. Heerenveen won de eerste wedstrijd met 4–0. De tweede wedstrijd eindigde ondanks een enorm veldoverwicht van Roda in 0–0, waarmee promotie voor Heerenveen een feit was.
| Datum + plaats                                                                                      | Wedstrijd               | Uitslag       | Scoreverloop                                                                         |
| --------------------------------------------------------------------------------------------------- | ----------------------- | ------------- | ------------------------------------------------------------------------------------ |
| 1 mei 1960, Heerenveen, Gemeentelijk Sportpark 5.000 toeschouwers Scheidsrechter: Huib van den Berg | Heerenveen – Roda Sport | 4 – 0 (0 – 0) | 57' Bart Hainje 1–0, 63' Sikke Venema 2–0, 67' Sikke Venema 3–0, 78' Eppie Hofma 4–0 |
| 8 mei 1960, Kerkrade, Jonkerbergstraat 3.500 toeschouwers Scheidsrechter: Janus Aalbrecht           | Roda Sport – Heerenveen | 0 – 0         |                                                                                      |

## Degradatiecompetitie
In een beslissingscompetitie werd uitgemaakt welke vier ploegen werden teruggezet naar het amateurvoetbal. Velocitas en ONA waren door de resultaten in seizoen 1958/59 veroordeeld tot deze competitie. UVS, Baronie, Xerxes, Rheden, Zwolsche Boys en Zwartemeer konden door de resultaten in dit seizoen de beslissingscompetitie niet ontlopen.
Zwartemeer uit het Drentse Klazienaveen, UVS uit Leiden en de Zwolsche Boys wisten zich uiteindelijk met redelijk gemak te handhaven. ONA uit Gouda en Rheden kwamen daarentegen tekort en konden zich gaan voorbereiden op terugzetting naar de amateurs. Drie ploegen eindigden op dertien punten, waarna in een halve competitie de beslissing moest vallen welke twee ploegen met ONA en Rheden zouden degraderen. Velocitas uit Groningen verloor beide wedstrijden en eindigde als laatste. In de laatste wedstrijd versloeg Baronie uit Breda Xerxes uit Rotterdam, waarmee de laatste beslissing was gevallen.

### Eindstand
| pos | club          | gs | w | g | v  | pnt | dv | dt | ds  |
| --- | ------------- | -- | - | - | -- | --- | -- | -- | --- |
| 1.  | Zwartemeer    | 14 | 7 | 6 | 1  | 20  | 23 | 11 | 12  |
| 2.  | UVS           | 14 | 8 | 3 | 3  | 19  | 28 | 12 | 16  |
| 3.  | Zwolsche Boys | 14 | 6 | 7 | 1  | 19  | 25 | 17 | 8   |
| 4.  | Baronie       | 14 | 6 | 1 | 7  | 13  | 19 | 20 | -1  |
| 5.  | Xerxes        | 14 | 5 | 3 | 6  | 13  | 18 | 19 | -1  |
| 6.  | Velocitas     | 14 | 4 | 5 | 5  | 13  | 17 | 20 | -3  |
| 7.  | Rheden        | 14 | 3 | 4 | 7  | 10  | 14 | 25 | -11 |
| 8.  | ONA           | 14 | 2 | 1 | 11 | 5   | 12 | 32 | -20 |

### Legenda
| Kleur | Kwalificatie voor           |
| ----- | --------------------------- |
|       | Degradatie naar de Amateurs |

### Uitslagen
|               | BAR   | ONA   | RHE   | UVS   | VEL   | XER   | ZWA   | ZBO   |
| ------------- | ----- | ----- | ----- | ----- | ----- | ----- | ----- | ----- |
| Baronie       |       | 3 – 0 | 0 – 1 | 2 – 0 | 3 – 2 | 0 – 1 | 2 – 3 | 2 – 3 |
| ONA           | 0 – 1 |       | 2 – 1 | 1 – 2 | 1 – 1 | 1 – 0 | 1 – 2 | 1 – 4 |
| Rheden        | 1 – 2 | 2 – 1 |       | 0 – 4 | 2 – 2 | 2 – 0 | 1 – 4 | 0 – 0 |
| UVS           | 5 – 1 | 1 – 0 | 5 – 1 |       | 4 – 1 | 0 – 0 | 0 – 0 | 4 – 0 |
| Velocitas     | 1 – 0 | 3 – 1 | 2 – 1 | 0 – 2 |       | 4 – 1 | 0 – 0 | 0 – 0 |
| Xerxes        | 2 – 1 | 3 – 1 | 1 – 1 | 1 – 0 | 4 – 1 |       | 0 – 1 | 1 – 2 |
| Zwartemeer    | 0 – 1 | 3 – 1 | 0 – 0 | 5 – 1 | 1 – 0 | 1 – 1 |       | 2 – 2 |
| Zwolsche Boys | 1 – 1 | 6 – 1 | 2 – 1 | 0 – 0 | 0 – 0 | 4 – 3 | 1 – 1 |       |

### Play-offs om plaats 4
Na acht wedstrijden eindigden drie teams op de gedeelde vierde plaats. Om te bepalen welke twee teams moesten degraderen werd een mini-competitie gespeeld tussen de drie teams. Na de eerste twee rondes was duidelijk dat Velocitas zich volgend jaar bij de amateurs moest melden. In de laatste wedstrijd won Baronie met 1–0 van Xerxes. Dit betekende dat ook het Rotterdamse Xerxes zich bij de amateurs moest voegen.
| Datum + plaats                                                                             | Wedstrijd           | Uitslag       | Scoreverloop                                                                               |
| ------------------------------------------------------------------------------------------ | ------------------- | ------------- | ------------------------------------------------------------------------------------------ |
| 19 juni 1960, Apeldoorn, Berg & Bos 2.500 toeschouwers Scheidsrechter: Wim Beltman         | Xerxes – Velocitas  | 4 – 0 (2 – 0) | 23' Wim Wolffers 1–0, 40' Wim Wolffers 2–0, 83' Kees Hendriks 3–0, 88' Hans Rijshouwer 4–0 |
| 26 juni 1960, Zwolle, Gemeentelijk Sportpark 500 toeschouwers Scheidsrechter: Joop Martens | Baronie – Velocitas | 1 – 0 (1 – 0) | 28' Theo Bilok 1-0                                                                         |
| 3 juli 1960, Dordrecht, Krommedijk 6.000 toeschouwers Scheidsrechter: Andries van Leeuwen  | Baronie – Xerxes    | 1 – 0 (1 – 0) | 45' Ad van Ierssel 1-0                                                                     |

## Eindstand
| pos | club      | gs | w | g | v | pnt | dv | dt | ds |
| --- | --------- | -- | - | - | - | --- | -- | -- | -- |
| 1.  | Baronie   | 2  | 2 | 0 | 0 | 4   | 2  | 0  | 2  |
| 2.  | Xerxes    | 2  | 1 | 0 | 1 | 2   | 4  | 1  | 3  |
| 3.  | Velocitas | 2  | 0 | 0 | 2 | 0   | 0  | 5  | -5 |

## Voetnoten
1956/57 · 
1957/58 · 
1958/59 · 
1959/60 · 
1960/61 · 
1961/62 · 
1962/63 · 
1963/64 · 
1964/65 · 
1965/66 · 
1966/67 · 
1967/68 · 
1968/69 · 
1969/70 · 
1970/71 · 
2016/17 · 
2017/18 · 
2018/19 ·
2019/20 ·
2020/21 ·
2021/22 ·
2022/23 ·
2023/24 ·
2024/25